# أبردين (هونغ كونغ)

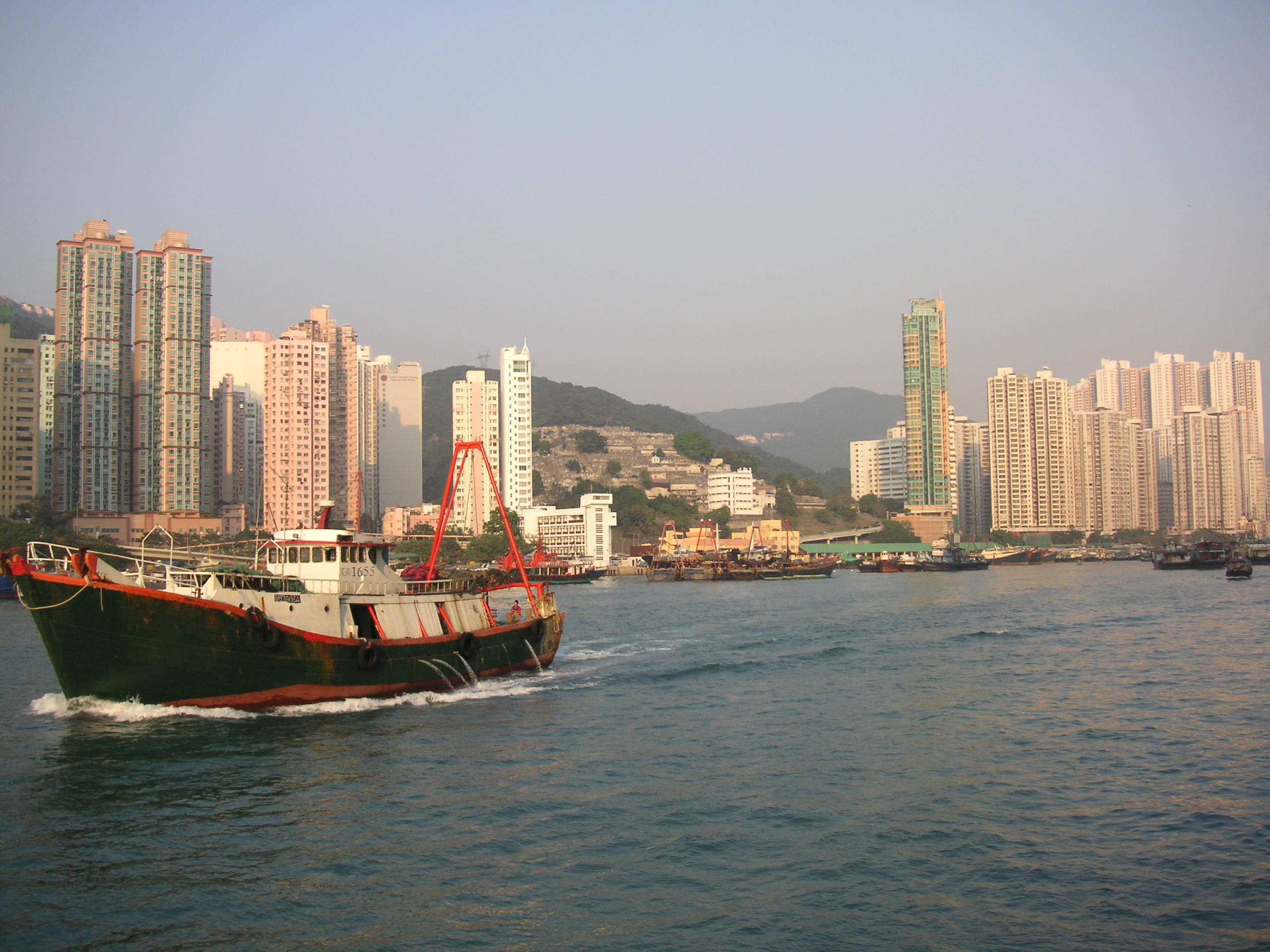
ميناء أبردين.

أبردين هي بلدة وميناء طبيعي يقع جنوب جزيرة هونغ كونغ في منطقة هونغ كونغ الإدارية الخاصة. إدارياً، تعد البلدة جزءاً من المقاطعة الجنوبية، وتضم مرفأ يقع بين بلدة أبردين وآب لي تشاو. عادةً ما تقصد باسم «أبردين» مناطق أبردين وونغ تشانغ هغ وآب لي تشاو، لكن غالباً ما يستعمل لتسمية بلدة أبردين وحدها. يبلغ عدد سكان البلدة نحو 60,000 نسمة. تشتهر أبردين سياحياً بقريتها العائمة، التي تنتشر فيها مطاعم الأطعمة البحرية العائمة، كما ثمة عددٌ من الأهالي الذين يعيشون في قوارب بالميناء.

## أصل التسمية
بدءاً من عهد سلالة مينغ، أصبح «هونغ كونغ» الرسمي لقرية أبردين الحالية. في مطلع القرن التاسع عشر، أخطأ الأجانب الذين رسوا في البلدة استخدام اسم هونغ كونغ، فأصبحوا يطلقونه على كامل الجزيرة (جزيرة هونغ كونغ)، وعندما تبيَّن الخطأ في التسمية، كان اسم هونغ كونغ قد أصبح بالفعل دارجاً بين الأوروبيين لتسمية الجزيرة. وهكذا تقرَّر في عام 1845 تغيير اسم البلدة إلى «أبردين» (تمييزاً لها عن الجزيرة)، تيمناً بأمين سر الحرب والمستعمرات البريطاني جورج هاملتون غوردون، إيرل أبردين الرابع.
الاسم الأصلي للبلدة هو «هوينغ كونغ تساي» أو «هونغ كونغ تساي» (香港仔)، ويعني ذلك هونغ كونغ الصُّغرى. يعتقد أن أبردين هي المكان الذي نشأ فيه اسم هونغ كونغ، وقد ذكرت قرية هونغ كونغ أو «هوينغ كونغ تساي» (香港村) بموقع آب لي تشاو على خرائط عهد سلالة مينغ. كما تأسَّست في عهد الإمبراطور تشيان لونغ بلدة مسوَّرة أخرى اسمها «هوينغ كونغ واي». تعني «هوينغ كونغ» الميناء العَطِر، وقد يكون ذلك لأن أبردين كانت موقع نقل وتصدير شجر البخور من الأقاليم الجديدة بالمنطقة المجاورة، لتشحن بعد ذلك إلى أنحاء الصين الأخرى.

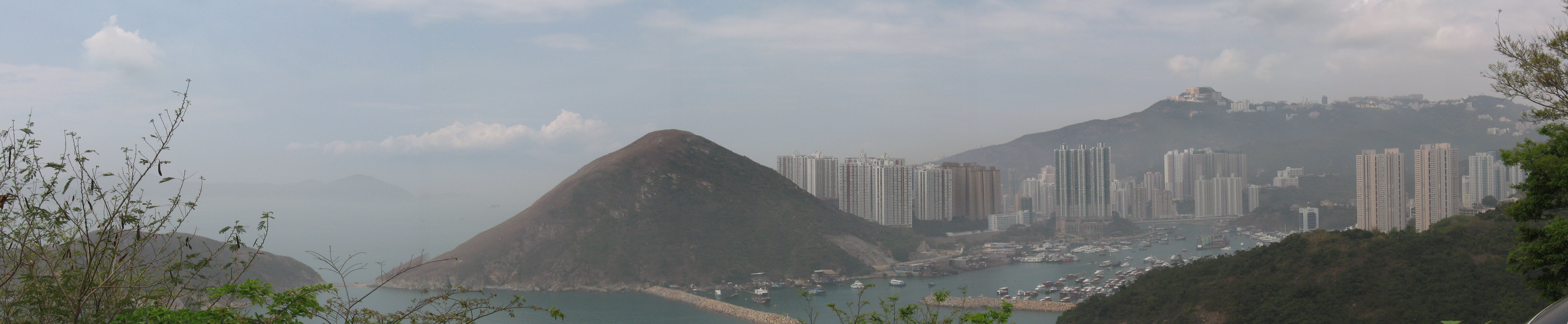
مشهد بانورامي لميناء أبردين في هونغ كونغ، كما يُرَى من حديقة المحيط. الجزيرة الظاهرة في الوسط هي آب لي تشاو، التي يقع ميناء أبردين بينها وبين بلدة أبردين.